# Lucho Barrios
Luis Barrios Rojas (Callao, 22 de abril de 1935-Lima, 5 de mayo de 2010), más conocido como Lucho Barrios, fue un popular cantante peruano de boleros, de gran popularidad en casi toda Hispanoamérica. También fue conocido como "Mr. Marabú".

## Biografía
Lucho Barrios nació el 22 de abril de 1935, en el Callao, Perú, aunque vivió allí solo hasta los 9 años, edad a la que se traslada a los Barrios Altos. Lucho Barrios creció escuchando a Augusto Polo Campos, Felipe Pinglo, Zambo Cavero y otros próceres de la marginalia, que son su primera siembra de sensibilidad auditiva, con música del genero criollo como marineras, pasillo ecuatoriano, vals, un poco de bolero y tango.
A los 17 años decide ser cantante lirico y entro a estudiar a la Escuela Nacional de Ópera de Lima, donde estudio por dos años junto a Alejandro Vivanco, cuñado de Yma Sumac. Fue en 1957 que Edith Barr quien lo ayudó a dar el gran salto internacional, al llevarlo a Radio Callao, donde grabaría discos con el sello Smith y donde conocería a Julio Jaramillo, quien quedó asombrado por su calidad vocal, y lo invitó a cantar a Guayaquil. 
En Guayaquil, grabó nada menos que 60 discos sencillos, expandiendo considerablemente su repertorio musical. Se especializó en vals peruano y boleros, señalando que el vals que Barrios interpreta no es el tradicional vals limeño, sino uno del norte, una evocadora fusión de la región andina con elementos de los puertos del norte de Perú como Trujillo y Chiclayo.
Al retornar a Perú en 1959, Barrios encontró que su estilo melancólico en los valses no lograba cautivar a la audiencia, lo que lo llevó a incursionar en la interpretación de boleros. Su enfoque en los boleros, influiado por su experiencia en Guayaquil, introdujo una nueva perspectiva en el panorama musical peruano, rompiendo con los estilos convencionales establecidos para este género. Se dejaría en el pasado la concepción del bolerista como un intérprete refinado que recita cada verso con una perfección algo artificial. Esto, en el futuro, sería lo que le permitiría acceder a locales nocturnos, estadios, lugares de entretenimiento nocturno, bares y grandes teatros, mientras que durante años le impediría entrar por la puerta principal (solo la principal) de los hogares venerados por líderes religiosos. Finalmente, en Perú alcanzó el éxito y fue reconocido como el más destacado bolerista en la historia musical del país.
En 1960 tenía la fama de el “bolerista n°. 1 del Perú”. Grabo discos para Capitol en México y al mismo tiempo las radios peruanas, haciéndose conocido en el norte de Chile, siendo contratado para cantar en Arica durante las fiestas de independencia donde tuvo éxito. 
En 1961 llega a Chile a grabar para el sello EMI, lo que sería el inicio de 20 años grabando para la misma empresa. La principal razón de esta decisión fue que el contrabando de discos de Lucho Barrios desde Perú estaba copando el mercado chileno de modo creciente, pues la aceptación popular de sus canciones había comenzado a ser masiva. La Odeon chilena lo incorpora a la lista de sus intérpretes, y ya para 1968 las ventas de discos suyos, que en Latinoamérica llegaban a los dos millones de unidades, en el pequeño mercado chileno superaban los 500 mil discos.
Mantuvo una relación por un tiempo con la cantautora Zenobia Cáceres Sánchez, con la que tuvo dos hijos: Luis y Armando Barrios Cáceres. Tuvo una hija con la cantante ecuatoriana Mary Arauz, Angélica María Barrios Arauz, y tuvo una hija con la exgerente general de Radio San Isidro Elsa Espejo, llamada Milagros Barrios Espejo.
En la década de 1950, aun siendo aficionado, Lucho Barrios participó en un concurso denominado Escalera del triunfo, que se realizaba en los teatros de Lima, quedando finalista. Luego formó el trío Los Incas, que tuvo una corta existencia.

### Difusión internacional
Después de mucho esfuerzo logró grabar sus primeros discos. Uno de sus primeros éxitos fue el vals Juanita. Ya con una vasta fama en Ecuador, en 1960, decide regresar al Perú donde siguió cosechando éxitos que lo llevaron al estrellato en toda América, firmando para el sello disquero de Marco Antonio Guerrero "MAG", éxitos tales como "Marabú", "Me engañas mujer", "Mentirosa", "Te alejas", "Copas de licor", "Mala", "Adúltera", "Mirando y sonriendo", "Borrasca", "Nido de amor" y muchos más.
Sus discos llegaron a toda la América. El 18 de septiembre de 1960, se presenta en la Quinta El Rosedal, Arica, Chile, junto con la orquesta del Puma Valdez de Cuba, asistiendo más de mil personas en cada presentación. En 1961, volvió a Chile y en Santiago grabó su primer Long Play, creciendo aún más su fama en ese país, Argentina, México, e incluso en los Estados Unidos.
Su música en Chile formó parte de la denominada canción cebolla, siendo de gran influencia en la música chilena posterior y fue homenajeado por el gobierno de Chile en el año 2002.

## Sus éxitos
En el Perú tuvo la oportunidad de grabar con el sello MAG, "Marabu", "Me engañas mujer", "La hiedra", al igual que entró a Sono Radio con diversos temas como "Mentirosa" y "No naciste para mí", pero fue con IEMPSA que grabó la mayoría de sus grandes temas, como "Oh pintor", "El retrato de mamá", "Dos medallitas", "Mi viejo", "Amor de pobre", "No me amenaces", "Cruel condena", "El día más hermoso" y la reedición de su éxito "Marabú", así como una variedad de LP del sello Odeón Iempsa.

## Consolidación
El 15 de noviembre de 1988, tuvo una de sus más importantes presentaciones, en el Teatro Olympia de París, en el cual se han presentado grandes figuras como Édith Piaf, Frank Sinatra y The Beatles. Lucho Barrios presentó esa vez boleros peruanos y música de Chile y Ecuador.
Entre los cientos de premios que Lucho Barrios recibió a lo largo de su carrera, el más memorable fue el que le entregó la Organización de los Estados Americanos (OEA), por su trabajo en favor del acercamiento de los pueblos a través del canto, como las Palmas Musicales de la Apdayc.

## Fallecimiento
El 3 de mayo de 2010, fue ingresado por emergencia en el Hospital Nacional Dos de Mayo en Lima, a causa de un tromboembolismo pulmonar, manteniéndose en la Unidad de Cuidados Intensivos, en condición grave y en riesgo vital, hasta su fallecimiento dos días después, a las 7:32 de la mañana producto de una falla multisistémica el 5 de mayo de 2010, a la edad de 75 años. Sus restos fueron velados en el Museo de la Nación.

## Discografía
| Serie    | Título                                         | Discográfica |
| LPN 2012 | Una voz en el cielo de América                 | Sica/M.A.G   |
| LPN 2018 | Marabú                                         | Sica/M.A.G   |
| LPN 2026 | Adúltera                                       | Sica/M.A.G   |
| LPN 2043 | Copas de licor                                 | Sica/M.A.G   |
| LPN 2053 | Brujerías                                      | Sica/M.A.G   |
| LPN 2057 | La cajita de música                            | Sica/M.A.G   |
| LD 1451  | Rondando tu esquina                            | Iempsa       |
| LD 1496  | Para que seas feliz                            | Iempsa       |
| ELD 1579 | Lucho Barrios en México                        | Iempsa       |
| LD 1626  | Amor de pobre                                  | Iempsa       |
| LD 1694  | Yo vi llorar a Dios                            | Iempsa       |
| LD 1758  | Valses y boleros con el arpa de Gonzalo Castro | Iempsa       |
| LD 1789  | Dúo de ídolos                                  | Iempsa       |
| CH 5004  | Canta a Bolivia                                | Heriba LTDA. |